# Apiocera maxima
Apiocera maxima är en tvåvingeart som beskrevs av Paramonov 1953. Apiocera maxima ingår i släktet Apiocera och familjen Apioceridae. Inga underarter finns listade i Catalogue of Life.